# Alípio Martins
Alípio Martins (também grafado como Alypyo Martins; Belém, 13 de junho de 1944 — Belém, 24 de março de 1997) foi um cantor, compositor e produtor musical brasileiro.

## Vida
Foi um dos expoentes da lambada e brega, ritmo latino que se tornou febre no Brasil nos anos 80, junto com Beto Barbosa, Odair José, Reginaldo Rossi, Altemar Dutra, Adelino Nascimento, José Augusto, Carlos Alexandre, Nilton César, Paulo Sérgio, Wando, Sidney Magal, Ovelha, Waldick Soriano, Amilton Melo, Agnaldo Timóteo, Moacyr Franco, José Ribeiro, Anisio Silva, Bartô Galeno, Fernando Mendes, Antônio Marcos, Sandro Lúcio, Julio Nascimento, Lairton e seus Teclados, entre outros.
Desde a adolescência, Alípio sonhava em se tornar músico profissional e fazer sucesso. Aos 15 anos, fugiu de casa sem dinheiro e viajou de navio como passageiro clandestino para o Rio de Janeiro, em uma viagem de aproximadamente 30 dias. Na viagem, foi descoberto pelo cozinheiro do navio, porém, conseguiu chegar a um acordo com a tripulação ao confessar seu sonho. Ao chegar no Rio de Janeiro, ficou hospedado com uma tia, que comunicou à família, e Alípio retornou ao Pará meses depois.
Em Belém do Pará, criou uma banda e ficou realizando shows. Num dos shows conheceu sua companheira para toda a vida: Marceli. Com Marceli, no início da década de 60, migraram para os Estados Unidos da América, onde recebeu grande influência dos ícones musicais americanos. Alípio formou-se em processamento de dados e trabalhava em um banco, quando Marceli ficou gravemente doente. Devido à doença, decidiram retornar ao Brasil para tratamentos. No total, ficaram 7 anos na América do Norte.
Alípio Martins acreditava ser melhor produtor musical do que cantor. Vários artistas que gravaram com Alípio recordam-se das histórias e das técnicas utilizadas por ele durante as gravações. Entre seus principais sucessos, destacam-se "Garota", "Lá Vai Ele", "Onde Andará Você", "Vem Me Amar" e "Pra Mim Você Morreu". Como compositor escreveu grandes sucessos como "Quero Você, "Ei você, psiu", "Menina do Interior".
Durante sua carreira recebeu 12 discos de ouro, 8 de platina, 1 platina duplo, mais 5 discos de ouro por produções, com vendas de discos, CDs e fitas totalizando quase 5 milhões de unidades.
Faleceu aos 52 anos, vítima de câncer do estômago.

## Discografia
Álbuns gravados por Alípio Martins:
- (1996) Breggae e Dance
- (1995) Alípio Martins
- (1994) No País Das Maravilhas
- (1993) Alípio Martins
- (1992) Alípio King Martins
- (1991) Alípio Martins
- (1991) Alípio Martins e Banda Cabeça Enfeitada - Carnaval do Chifre
- (1990) Que delícia
- (1989) Eu chego lá
- (1988) Alípio Martins
- (1987) Alípio Martins
- (1986) Alípio Martins
- (1984) Alípio Martins
- (1983) Vem me amar
- (1981) Águas passadas não movem moinho
- (1979) Apartamento conjugado
- (1978) O Homem Pássaro - Patrick
- (1976) O Rei Do Carimbó Vol. 4
- (1975) O Rei Do Carimbó Vol. 3
- (1974) O Rei Do Carimbó Vol. 2
- (1973) O Rei Do Carimbó Vol. 1
- (1971) Hoje é Dia de Ganhar Os Seus Carinhos
- (1969) Alípio Martins

## Músicas de sucesso
As músicas amplamente conhecidas de Alípio Martins
- Piranha
- Decisão
- Eu Quero Gozar
- Garota
- Vou Começar Bater em Mulher
- Lá Vai Ele
- Onde Andará Você
- Tira A Calcinha
- Vem Me Amar
- Quero Você
- Oh, Darcy